# Handwerkskammer Bremen
Die Handwerkskammer Bremen ist in der Rechtsform einer Körperschaft des öffentlichen Rechts auf dem Gebiet der Freien Hansestadt Bremen die zuständige Handwerkskammer als selbstverwaltete Interessensvertretung und Dienstleister für das ansässige Handwerk.
Sie vertritt in Bremen und Bremerhaven über 4900 Betriebe mit etwa 31.000 Beschäftigten in den 3059 zulassungspflichtigen Handwerksbetrieben, den 900 zulassungsfreien Handwerksbetrieben und den 939 handwerksähnlichen Gewerbebetriebe mit 1268 Ausbildungsstätten und 3.310 Lehrlingen (davon 966 weiblich) (Stand: 2009).
Sitz der Handwerkskammer Bremen ist das Gewerbehaus in Bremen, Ansgaritorstr. 24.

## Geschichte

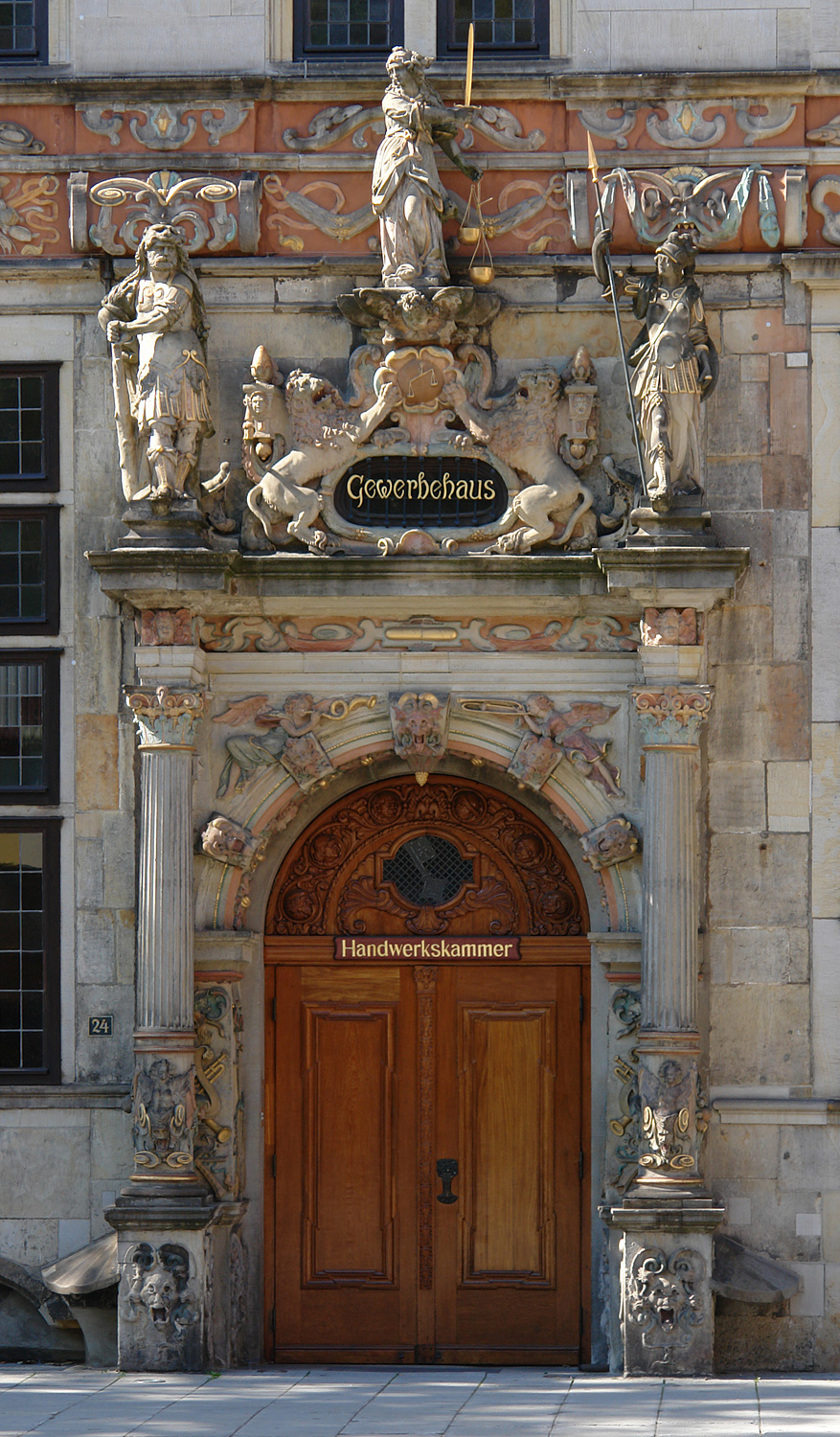
Gewerbehaus Bremen: Portal

### Der Weg zur Gewerbekammer
Die Idee der Selbsthilfe der Kaufleute und Gewerbetreibenden durch Zusammenschluss geht bis ins Mittelalter zurück. 1451 hatten sich die Elterleute in Bremen (Olderlüde des Koopmanns) der bremischen Kaufmannschaft eine Satzung gegeben. Bis 1849 gab es diese Einrichtung. Sie war die – später Collegium Seniorum bezeichnet – anerkannte und mächtige Interessensvertretung gegenüber dem Rat der Stadt.
Die Bemühungen der Handwerker im frühen 19. Jahrhundert für das aufstrebende Gewerbe eine eigene Organisation zu schaffen trafen sich mit den Bestrebungen im Senat das Collegium Seniorum in seinen Funktionen und in seinen überzogenen Forderungen zu begrenzen.
In einem Verfassungsentwurf für Bremen von 1837 war neben dem Collegium Seniorum schon eine Kammer für Handel und Gewerbe vorgesehen. In der Bürgerschaft waren 115 Mitglieder vorgesehen, davon 12 Sitze für die Kammer für Handel und Gewerbe, weitere für das Collegium Seniorum, dem Gelehrtenstand, der Kirche und nur 30 Sitze für gewählte bremische Staatsbürger. Auch war neben dem Handelsgericht ein Gewerbegericht vorgesehen. Der Verfassungsentwurf scheiterte und die Privilegien der Kaufleute blieben.
Bei den wenigen Konventsversammlungen (später Bürgerschaft genannt) in Bremen wurden nur wenige und gefügige Handwerker eingeladen. Die Unzufriedenheit wuchs. 1845 emanzipierte sich das Handwerk durch die Gründung des Gewerbevereins zur Förderung der gewerblichen Wirtschaft, bei welcher der redegewandte Tischlermeister Cord Wischmann – später Vizepräsident der Kammer –  führend mitwirkte. Am 17. Januar 1848 gründete sich der Bremer Bürgerverein mit anfangs 204 Mitgliedern unter Vorsitz von Wischmann und bei Beteiligung vieler Handwerker.
In den Zeiten der Deutschen Revolution von 1848/49 kam es zu Veränderungen. Am 7. März 1848 versammelten sich, nach vorangegangenen Krawallen, auf Initiative des Bürgervereins Tausende aufgebrachte Bürger vor dem Bremer Rathaus und ein Forderungskatalog wurde im Krameramtshaus beschlossen. Am 8. März 1848 vertrat Wischmann vor dem Senat die so genannte Sturmpetition, in der sechs neue Rechte eingefordert wurden: Wirkliche Volksvertretung, Öffentliche Konventsverhandlungen, Pressefreiheit, öffentliche Gericht und Geschworenengerichte, Trennung von Justiz und Verwaltung, Volksvertretung beim Bund. Der Senat akzeptierte und schon am 19. April 1848 wurde eine neue Bürgerschaft gewählt.
Der norddeutsche Handwerkskongress vom 2. Juni 1848 richtete sich gegen die konservative preußische Gewerbepolitik: Freiheits- und Selbstbestimmungsrechte wurden gefordert. Eine neue Bremer Verfassung wurde am 21. März 1849 eingeführt, die auch die Gewerbefreiheit beinhaltete und in § 160 vorsah, dass als Staatsinstitute (heute Körperschaft) neben der Handelskammer Bremen eine Gewerbekammer Bremen eingerichtet werden sollte; die Sonderstellung des Collegium Seniorum war gebrochen. Dazu wurde schon am 2. April 1849 gem. § 88 der Verfassung das Gewerbekammergesetz beschlossen, in dem der Gewerbe-Konvent und die Gewerbekammer vorgesehen waren. Das Gesetz wurde – anfänglich durch einschneidende Rückentwicklungen – 1854, 1875, 1894, 1906, 1911 und 1921 geändert.

### Gewerbekammer von 1849 bis 1897
Am 24. September 1849 trat zum ersten Mal der Gewerbe-Convent mit 124 von 138 gewählten Vertretern unter Vorsitz von Senator
Mohr und bei Protokollführung von Senator Smidt im oberen Saal der Börse zusammen. Im Dezember 1849 wurde als Kammer-Consulent Rechtsanwalt J. G. Theodor Berck und nach dessen Tod 1850 L. Christian A. Heineken berufen.
Die Gewerbekammer tagte zuerst ab 1849 im Haus Nr. 15 am Domshof. Sie wirkte zunächst bei der 1851 erlassenen Gewerbeordnung mit.
Bei der Restauration nach 1851 wurde auch 1854 die Bremer Verfassung geändert. An Stelle des allgemeinen und direkten Wahlrechts wurde  das bis 1918 bestehende 8-Klassen-Wahlrecht eingeführt. Die  Gewerbetreibenden mit Gewerbekammerwahlrecht konnten in der dritten Klasse 24 Abgeordnete in die Bremische Bürgerschaft entsenden. Das geänderte Gewerbekammergesetz von 1854 sah im Einzelnen 99 Gewerbe – also Innungen, Sozitäten und freie Gewerbe – vor. Der Gewerbeconvent mit 144 Mitgliedern und die Gewerbekammer mit 21 Mitgliedern  wählten gemeinsam die 24 Vertreter der dritten Klasse für die Bürgerschaft.
1855 wurde Hermann Bayer Präses der Kammer und Wischmann sein Stellvertreter. Die Kammer residierte nun in der Gewerbeschule an der Sögestraße. 1860 wurde auf Antrag der Handelskammer und gegen die Gewerbekammer mit knapper Mehrheit der Bürgerschaft die Einführung der Gewerbefreiheit in Bremen beschlossen. Die Strukturen des Handwerks mit ihren Innungen lösten sich auf und schwere Nachteile mussten hingenommen werden, die durch die Aufhebung der Zollschranken zum Umland sich noch verstärkten. 1861 entstand auf Anregung der Gewerbekammer der Gewerbe- und Industrieverein.

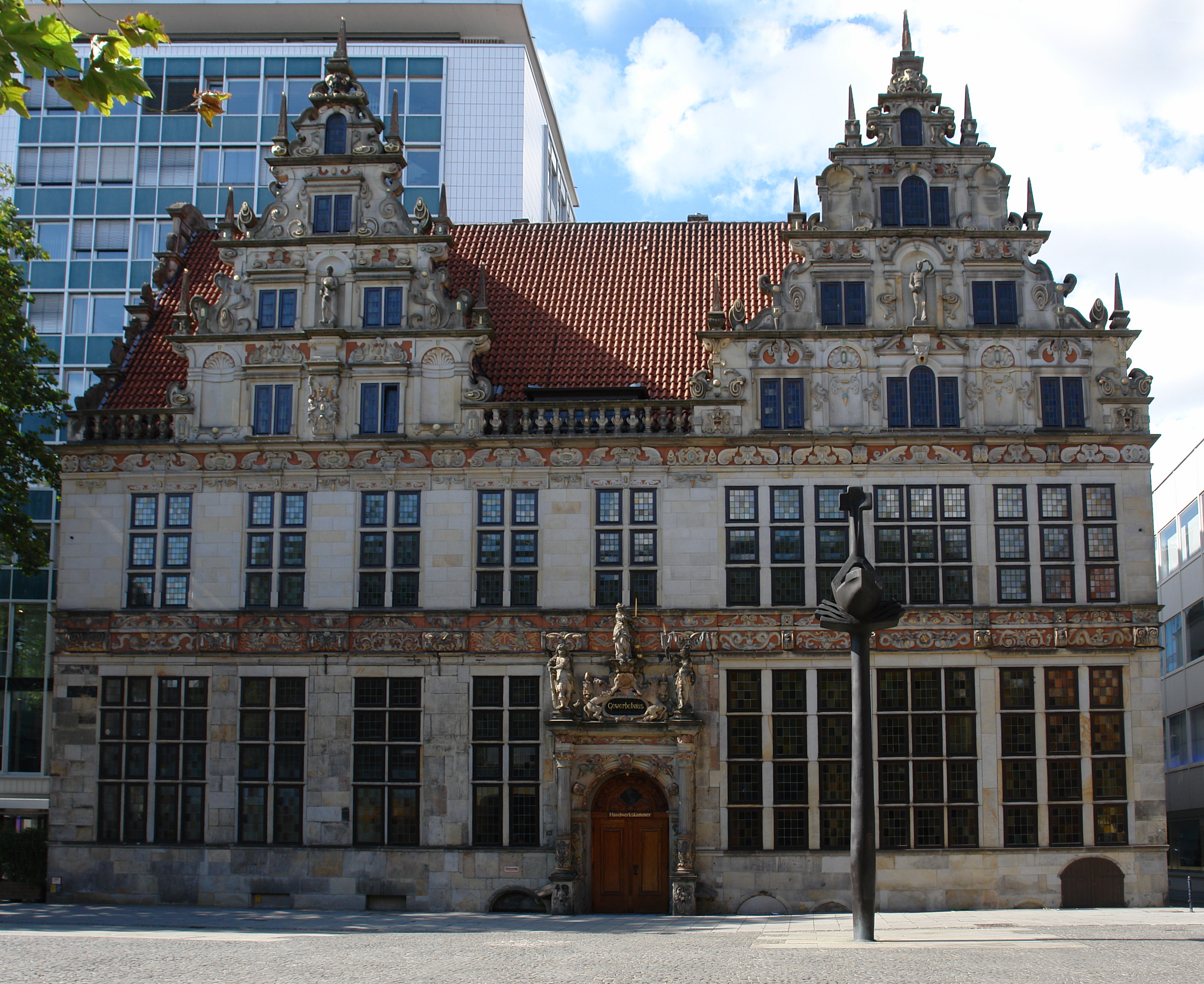
Das Gewerbehaus

1861 kaufte die Gewerbekammer für 35.000 Goldtaler das Gewerbehaus (Name seit 1863), das von 1616 bis 1621 von Johann Nacke im Stil der Weserrenaissance geplant und gebaut wurde und von 1685 bis 1862 Sitz des Krameramts war. Das Haus wurde saniert, 1944 nahezu vollständig zerstört, von 1951 bis 1959 wieder aufgebaut und 1999 renoviert.
1862 trat die Kammer dem neu gegründeten Deutschen Handwerkertag bei. Seit 1864 waren auch Gewerbetreibende aus Bremerhaven und Vegesack im Convent vertreten. Jedoch erst seit 1882 haben Bremerhavener Vertreter dem Convent ständig angehört. Der Anschluss Bremens an den Deutschen Zollverein verzögerte sich auch durch den Einfluss der Gewerbekammer und erfolgte auf Druck von Reichskanzler Otto von Bismarck erst 1888.
1883 gab es in der Stadt Bremen 2838 selbstständige Gewerbetreibende und 66 in Vegesack. 22 Innungen und drei gewerbliche Fachvereinigungen bestanden. 1106 Mitglieder waren in der Kammer organisiert mit 2191 Gesellen und Gehilfen und 782 Lehrlingen.
Die Technische Anstalt für Gewerbetreibende – ein Vorläufer der heutigen handwerklichen Bildungszentren – konnte nach Vorbereitungen durch die Kammer in einem Anbau am Gewerbehaus mit ihrer Arbeit 1873 beginnen. Sie wurde 1880 staatlich, zog 1884 in das Gebäude der aufgelösten Gewerbebank um und wurde zum Gewerbemuseum umbenannt, das später in das Focke-Museum aufging. 

1885 konnte der Kammervorschlag einer Gewerbeschule realisiert werden. Der Schulbesuch war erwünscht aber noch freiwillig. 1892 konnte in der novellierten Gewerbeordnung erreicht werden, dass der Besuch der Fortbildungsschulen gewährt werden musste. 1908 konnte die Kammer endlich die gesetzliche Einführung der Schulpflicht der männlichen Arbeiter unter 18. Lebensjahre erreichen.
Die Neugründung von freiwilligen Innungen, als Gegengewicht zu den gewerkschaftlichen Vereinigungen der Gesellen, sollte nach 1872 forciert erfolgen, nachdem der Gewerbeconvent eine Geschäftsordnung für die Innungen auf der Basis der Gewerbeordnung des Norddeutschen Bundes verabschiedet hatte. Die Gewerbekammer sah hierin „feste Stützpunkt für die Ordnung im bürgerlichen Leben […] zur Schaffung eines soliden bürgerlichen Mittelstandes und damit eine starke Schutzwehr gegen die Gefahr der Socialdemokratie“. Neben dem Gewerbe- und Industrieverein bestand kurzzeitig ab 1874 der Bremer Ortsverein des Allgemeinen Deutschen Handwerkerbundes, ab 1875 Verein selbstständiger Handwerker und Fabrikanten.
Ab 1884 entstanden Innungskrankenkassen, deren bremische Vereinigung im Gewerbehaus ein Büro hatte. Auch das Arbeitsnachweisbüro der vereinigten Innungen befand sich im Gewerbehaus. 1878 richtete der Senat ein Gewerbegericht als Schiedsstelle ein. 1877 konnte der erste Syndicus der Gewerbekammer Johannes Jacobi an Stelle des Konsulenten eingestellt werden.
Die zunehmende Stärkung der Arbeiterbewegung störte auch die Gewerbekammer, als sie 1891 auf dem Gewerbeconvent ausführt, „[…] daß die socialdemokratischen Bewegung bis in die äußersten und entlegensten Winkel des großen wirtschaftlichen Organismus des Reiches sich fühlbar macht und überall bedrohlich und störend einwirkt. Auch das Handwerk hat unter ihr zu leiden; der weithin reichende Terrorismus der Fachvereine hat ihm wiederholt schwere Schädigungen zugezogen […]“

### Einführung der Handwerkskammern
1886 hatten die Vertreter der Gewerbekammern einen deutschen Gewerbekammertag eingeführt. Sie forderten eine reichsweite Gewerbekammer und lehnten reine Gerbekammern unter Ausschluss der Industrie wegen der schwierigen Abgrenzungsprobleme ab. Der Reichstag war ab 1892 mit der Thematik der Handwerkskammer befasst. Der 13. Deutsche Gewerbekammertag forderte 1897 unter Vorsitz des Bremer Kammerpräses Gottfried Bergfeld die Einrichtung obligatorischer Innungen. Vom Reichstag wurde eine Änderung der Gewerbeordnung beschlossen, die Grundlage für obligatorische Handwerkskammern und für freiwillige Innungen war. Die Innungen formierten sich neu, einige auch als Zwangsinnungen. Der Senat übertrug am 20./23. März 1900 der Gewerbekammer die Rechte und Pflichten einer Handwerkskammer für Bremen.
Im Streit um die Zuständigkeit für die Industrie beschloss 1906 der Senat, das die Gewerbekammer die gewerblichen Anliegen der Industrie vertreten solle und die Handelskammer die des Handels.
In Bremerhaven richtete 1908 die Kammer eine eigene Abteilung ein, ab 1912 war eine Geschäftsstelle zuständig.
1921 richtete die Kammer ein Beratungs- und Einziehungsamt ein, dass den Gewerbetreibenden bei den schwierigen Steuergesetzen und bei der Einziehung von Außenstände half sowie mit der Buchungsstelle ab 1923 deren Geschäftsunterlagen führte. Daraus wurde das Gewerbeförderungsamt. 1924 kam das Zentralbüro für Handwerk und Gewerbe als Vorläufer der Kreishandwerkerschaft. Diese Organisationen hatten als Bund der Innungen und gewerblichen Vereine im Gewerbehaus ihren Sitz.
1930 enthielt die Handwerksrolle (Verzeichnis) in Bremen 7267 Handwerksbetriebe, davon 6267 In der Stadt Bremen, 236 in den Bremer Landgemeinden, 597 in Bremerhaven und 167 in Vegesack.

### Handwerkskammern zur Zeit des Nationalsozialismus
Die Gleichschaltung und Zentralisierung des Handwerks in der Zeit des Nationalsozialismus erfolgte durch die NS-Handwerks-, Handels- und Gewerbeorganisation, die dafür sorgte, dass bis zum Juni 1933 alle Führungspositionen mit NSDAP-Mitgliedern besetzt wurden. Das Gesetz über den vorläufigen Aufbau des deutschen Handwerks von 1933 mit Verordnungen von 1934 und 1935 entsprach in Teilen den früheren Vorstellungen der Gewerbekammern (Pflichtinnungen). Alle Handwerker- und Gewerbevereine wurden aufgelöst. Alle Handwerkskammern unterstanden der Fachaufsicht des Reichswirtschaftsministeriums. Die Kammern hatten die Dienstaufsicht über die Kreishandwerkerschaften. Die Führung von oben nach unten oblag dem eingesetzten Reichshandwerksmeister, der die Landeshandwerksmeister ernannte. Ehrengerichte sollten über Verstöße gegen die Standesehre urteilen. Der Große Befähigungsnachweis – eine alte Forderung der Handwerkskammern – wurde 1935 eingeführt und blieb auch nach 1945. Damit war der Meisterbrief zur Ausbildung von Lehrlingen erforderlich.

1936 erfolgte die Anordnung des Reichswirtschaftsministeriums zur Einrichtung der Handwerkskammer Bremen zum 1. Januar 1937 und zur Auflösung der Gewerbekammer Bremen. 1942/43 wurden Industrie- und Handelskammern und Handwerkskammern durch die Gauwirtschaftskammern ersetzt, um im Zweiten Weltkrieg die Kräfte der Wirtschaft regional zu bündeln.

### Nach 1945
1945 wurde die Handelskammer Bremen durch den Senat wieder ins Leben gerufen. Das Handwerk war zunächst lediglich durch eine Abteilung der Handelskammer vertreten, die an der Contrescarpe 20 ihre Büros hatte und deren Geschäftsführer der spätere Senator Ulrich Graf war. Gewerbebetriebe mit mehr als neun Beschäftigten bedurften einer Lizenz der US-Militärregierung und von 1947 bis 1949 der des Wirtschaftssenators. 1947 erhielt die Handwerkskammer in Bremen wieder ihre Selbstständigkeit. 1948 erfolgte durch die Amerikanische Direktive ein vorübergehendes Ende der Zwangsmitgliedschaft in der Kammer mit der Folge der Übertragung der öffentlich-rechtlichen Aufgaben der Kammer auf die staatliche Behörden (1949). Die Zahl der Mitgliedsbetriebe minderte sich dadurch von 8000 auf ca. 7500. Die Kammerbeiträge konnten nun nicht mehr zusammen mit der Gewerbesteuer eingezogen werden, sondern separat. Die Kammersatzung musste angepasst werden.
1949 wählte die Handwerkskammer ihren ersten Nachkriegvorstand. Das Mitteilungsblatt Norddeutsches Handwerk mit Bremen-Beilage kam 1949/50 heraus und ab 1953 für Bremen das Monatsmagazin Bremer Handwerker. 1948 war das Kammerdomizil Contrescarpe durch die Militärregierung für das US-Konsulat beschlagnahmt worden; man zog in angemietete Büroräume Am Wall 177. 1951 zog die Kammer in das reparierte Hinterhaus des kriegszerstörten Gewerbehauses, das in Bauabschnitten in den 1950er Jahren wieder saniert und aufgebaut und 1956 bezogen wurde. 1959 erfolgte der Eigentumsübertrag durch den Senat an die Kammer.
1953 beschloss der Deutsche Bundestag das Gesetz zur Ordnung des Handwerks. Der Große Befähigungsnachweis wurde wieder eingeführt und die Handwerkskammern sowie die Kreishandwerkerschaften als öffentliche Selbstverwaltungskörperschaften bestätigt. Die Innungen als juristische Personen des privaten Rechts hatten eine freiwillige Mitgliedschaft.
1955 entstand die Bürgschaftsgemeinschaft der bremischen Handwerks GmbH zur Erleichterung zur Aufnahme von Investitionskrediten.
1962 tagte der Niedersächsische Handwerkskammertag im Gewerbehaus bei Teilnahme der Regierungschefs Georg Diederichs (SPD) von Niedersachsen, Kai-Uwe von Hassel (CDU) von Schleswig-Holstein, Paul Nevermann von Hamburg und Wilhelm Kaisen von Bremen.
Die Technikerschule Bremen war 1966 eine Gründung der Handels-, Handwerks-, Angestellten- und Arbeiterkammer.

Die 1965 eröffnete Gewerbeförderungsanstalt (GFA) wurde nach Plänen von Martin Zill am Doventorsteinweg gebaut. 

Mit dem Bau des Berufsförderungszentrums der Handwerkerkammer im Gewerbegebiet Bayernstraße in Findorff (Schongauer Straße) nach Plänen der Architekten Walter Henn und Wiechmann konnte die GFA ab 1980 ihr Bildungsangebot als Kompetenzzentrum erheblich erweitern. Auch die Technikerschule wurde hier untergebracht. Das HandWERK, eine Tochtergesellschaft der Handwerkskammer Bremen nutzt heute das Zentrum.
Das Mahl des Handwerks fand seit 1969 regelmäßig statt; zunächst in der Stadtwaage und seit in den späten 1980er Jahren in der Sparkasse Bremen Am Brill.
1990/91 unterstützte die Kammer bei der Wiedervereinigung die Handwerkskammer Rostock.

## Mitglieder und Organe
Pflichtmitglieder der Handwerkskammer sind die Inhaber der Handwerksbetriebe oder handwerksähnlicher Gewerbe sowie die Gesellen und die Lehrlinge.
Die Handwerkskammer Bremen wird derzeit vertreten durch den Präses Thomas Kurzke und den Hauptgeschäftsführer Andreas Meyer.
Die Aufsichtsbehörden der Kammer sind der Senator für Wirtschaft, Arbeit und Europa sowie die Senatorin für Kinder und Bildung.
Vollversammlungsmitglieder sind 20 Selbständige und 10 Arbeitnehmervertreter (Stand 2009).
Die Handwerkskammer finanziert sich durch Mitgliedsbeiträge, durch Gebühren für einzelne Dienstleistungen und durch öffentliche Zuschüsse für bestimmte Zwecke.

## Aufgabe der Handwerkskammer

### Aufgaben
Die Aufgabe der Handwerkskammer Bremen ist es, die Interessen des Gesamthandwerks zu vertreten und die Belange des Handwerks im Zuge der Selbstverwaltung selbst zu regeln sowie dem Senat und den Behörden durch Anregungen und Gutachten zu unterstützen. Die Handwerkskammer hat die Rechtsaufsicht über die Innungen.
Weiterhin gehört zu den Aufgaben: Die Führung der Handwerks- und der Lehrlingsrolle, die Überwachung der Berufsausbildung, die Prüfungsordnungen und die Prüfungsausschüsse für Gesellen-, Meister- und Fortbildungsprüfungen, die Fortbildung der Meister und Gesellen.
Es werden unter anderem vertieft behandelt und beraten die Angelegenheiten der Betriebswirtschaft, des Umweltschutzes, der Arbeitssicherheit, der Existenzgründungen, der Technologie, zur EU und zum Export, der betriebsbezogenen Rechtsfragen, der Aus- und Fortbildung und des Personalmanagements.

### Kreishandwerkerschaften
Die Kreishandwerkerschaften als Körperschaften des öffentlichen Rechts in Bremen und Bremerhaven-Wesermünde sind der Zusammenschluss der Innungen und Innungsfachbetriebe. Auch sie haben die Aufgaben, die Gesamtinteressen des Handwerks und der in den Innungen zusammengeschlossenen Mitgliedsbetriebe zu vertreten. Sie stehen im engen Verbund mit der Handwerkskammer.
Die Kreishandwerkerschaft in Bremen hat ihren Sitz in der Martinistr. 53–55. Das Gebiet der Kreishandwerkerschaft umfasst das Stadtgebiet Bremen.
Die Kreishandwerkerschaft Bremerhaven-Wesermünde hat ihren Sitz im Haus des Handwerks (Berufsbildungs- und Technologiezentrum) Columbusstraße 2 in Bremerhaven. Das Gebiet der Kreishandwerkerschaft umfasst das Stadtgebiet der Seestadt Bremerhaven und das Gebiet des ehemaligen Landkreises Wesermünde, der heute zum niedersächsischen Landkreis Cuxhaven gehört.

### Mitteilungsblatt
Die monatliche Zeitschrift Handwerk in Bremen und Bremerhaven ist das offizielle Mitteilungsblatt der Handwerkskammer Bremen und steht den Kreishandwerkerschaften Bremen und Bremerhaven sowie aller im Lande Bremen ansässigen oder vertretenen Innungen für Informationen und Mitteilungen zur Verfügung. Sie informiert über Handwerkspolitik, Betriebsführung und Handwerksthemen.

## Persönlichkeiten der Handwerkskammer
Der Präsident (auch Präses genannt) ist der Vorsitzende des Präsidiums. Er beruft die Vollversammlung ein und führt in ihr und im Vorstand den Vorsitz. Als Persönlichkeiten (Auswahl) sind zu nennen:
Vorsitzende waren: Senator Carl Friedrich Gottfried Mohr, Jurist (1849–1854) • Senator Christian Friedrich Feldmann, Pädagoge (1854–1855) 

Präses waren u. a.: Hermann Bayer, Sattlermeister (1855–1857) • Johann Peter Hagens, Zigarrenfabrikant (1866) • Heinrich Moritz Hauschild, Hauschild Verlag (1870–1873 und 1876–1877) • Wilhelm Below, Baumeister (1878–1880, 1884–1886 und 1890–1893) • Alfred Feldmann, Mineralwasserfabrikant (1881–1883, 1887–1889 und 1898–1911) • Gottfried Bergfeld, Silberwarenfabrik Koch & Bergfeld (1893–1897) • Senator Carl Stichnath, Schornsteinfegermeister (1913, 1915, 1917, 1919, 1931, 1933) • Senator Hermann Ritter, Tabakfabrikant (1916, 1918, 1920, 1922) • Georg Stichnaht, Schornsteinfegermeister (1947–1952 †) • Hermann Schlüter, Bäckermeister (1952–1979) (CDU) • Adolf Kupke, Heizungsbaumeister (1979–1989) • Kurz Siedow, Bäckermeister (1989–1999) • Dieter Dasenbrook, Malermeister (1999–2005) • Joachim Feldmann, Zahntechnikermeister (2005–2013) • Jan-Gerd Kröger, Bauunternehmer (2014-2019); Thomas Kurzke (ab 2019)
Als juristische Konsulenten oder als Syndizi waren bedeutsam: Carl Theodor Oelrichs (1856–1871) • Jasper Oelerichs (1871–1878) (später Senator) • Johannes Jacobi (1878–1897†) • Heinrich Michaelis (1900–1911) • Hanns Flügge (1906–1914) • Heinrich Lange (seit 1912)
Als Geschäftsführer/Hauptgeschäftsführer sind nach 1945 zu nennen Ulrich Graf (1947–1959) • Jürgen Stahlmann (1959–1964) • Franz Flacke (1965–1967) • Wolfgang Schmolitzky (1968–1986) • Hans Meyer-Heye (1986–2002) • Peter Keck (2002–2005) • Michael Busch (2005–2011) • Markus Mertsch (2012/13–2014) Martina Jungclaus (2014 - 2019) seit 2019 Andreas Meyer